# ATP Challenger Series 1992
L'ATP Challenger Series è il secondo livello di tornei per professionisti organizzata dall'ATP. Il circuito prevede tornei con un montepremi che può variare da 25.000 a 150.000 dollari.

## Gennaio
| Settimana  | Torneo                                                                                         | Vincitore                                | Finalista                   | Semifinalisti                 | Eliminati ai quarti                                             |
| ---------- | ---------------------------------------------------------------------------------------------- | ---------------------------------------- | --------------------------- | ----------------------------- | --------------------------------------------------------------- |
| 20 gennaio | Intersport Heilbronn Open 1992 Heilbronn, Germania Cemento Indoor $75 000+H Singolare - Doppio | Karsten Braasch 6–7, 6–2, 6–2            | Markus Naewie               | Martin Damm Olivier Soules    | Arne Thoms Christian Saceanu Thomas Högstedt Andrej Ol'chovskij |
| 20 gennaio | Intersport Heilbronn Open 1992 Heilbronn, Germania Cemento Indoor $75 000+H Singolare - Doppio | Doug Eisenman Bent-Ove Pedersen 6–1, 6–3 | Sander Groen Tomas Nydahl   | Martin Damm Olivier Soules    | Arne Thoms Christian Saceanu Thomas Högstedt Andrej Ol'chovskij |
| 27 gennaio | Bangalore Challenger 1992 Bangalore, India Terra rossa $100 000 Singolare - Doppio             | Mario Visconti 6–4, 6–3                  | Ettore Rossetti             | Jacco van Duyn Andrej Merinov | Leander Paes Daniele Musa Andrew Sznajder Zeeshan Ali           |
| 27 gennaio | Bangalore Challenger 1992 Bangalore, India Terra rossa $100 000 Singolare - Doppio             | Nick Brown Andrew Foster 7–6, 3–6, 7–5   | Xavier Daufresne César Kist | Jacco van Duyn Andrej Merinov | Leander Paes Daniele Musa Andrew Sznajder Zeeshan Ali           |

## Febbraio
| Settimana   | Torneo                                                                               | Vincitore                                    | Finalista                    | Semifinalisti                | Eliminati ai quarti                                             |
| ----------- | ------------------------------------------------------------------------------------ | -------------------------------------------- | ---------------------------- | ---------------------------- | --------------------------------------------------------------- |
| 3 febbraio  | Jakarta Challenger 1992 Giacarta, Indonesia Terra rossa $100 000 Singolare - Doppio  | Claudio Pistolesi 1–6, 6–3, 6–2              | Simon Youl                   | Carl Limberger Tomáš Anzaril | Mark Koevermans Bernd Karbacherl Martin Střelbal Jacco Eltinghl |
| 3 febbraio  | Jakarta Challenger 1992 Giacarta, Indonesia Terra rossa $100 000 Singolare - Doppio  | Mark Koevermans Leonardo Lavalle walkover    | Jacco Eltingh Tom Kempers    | Carl Limberger Tomáš Anzaril | Mark Koevermans Bernd Karbacherl Martin Střelbal Jacco Eltinghl |
| 17 febbraio | Novo Hamburgo Challenger 1992 Novo Hamburgo, Brasile Terra rossa €42 000+H           |                                              |                              |                              |                                                                 |
| 17 febbraio | Novo Hamburgo Challenger 1992 Novo Hamburgo, Brasile Terra rossa €42 000+H           |                                              |                              |                              |                                                                 |
| 24 febbraio | Indian Wells Challenger 1992 Indian Wells, USA Cemento $25 000 Singolare - Doppio    | Richard Fromberg 6–4, 6–1                    | Todd Woodbridge              | Gary Muller Paolo Canè       | Jonathan Stark Mark Woodforde Shūzō Matsuoka Arnaud Boetsch     |
| 24 febbraio | Indian Wells Challenger 1992 Indian Wells, USA Cemento $25 000 Singolare - Doppio    | Pieter Aldrich Danie Visser 7–6, 2–6, 7–5    | Mike Briggs Trevor Kronemann | Gary Muller Paolo Canè       | Jonathan Stark Mark Woodforde Shūzō Matsuoka Arnaud Boetsch     |
| 24 febbraio | Rennes Challenger 1992 Rennes, Francia Sintetico indoor $25 000+H Singolare - Doppio | Karsten Braasch 6–2, 3–6, 6–2                | Markus Naewie                | Lionel Roux Martin Damm      | Claudio Mezzadri Luis Herrera T Guardiola Martin Střelba        |
| 24 febbraio | Rennes Challenger 1992 Rennes, Francia Sintetico indoor $25 000+H Singolare - Doppio | Francisco Montana Kenny Thorne 6–4, 3–6, 6–3 | Martin Damm Sandon Stolle    | Lionel Roux Martin Damm      | Claudio Mezzadri Luis Herrera T Guardiola Martin Střelba        |
| 24 febbraio | Santos Challenger 1992 Santos, Brasile Terra rossa €42 000+H                         |                                              |                              |                              |                                                                 |
| 24 febbraio |                                                                                      |                                              |                              |                              |                                                                 |

## Marzo
| Settimana | Torneo                                                                           | Vincitore | Finalista | Semifinalisti | Eliminati ai quarti |
| --------- | -------------------------------------------------------------------------------- | --------- | --------- | ------------- | ------------------- |
| 2 marzo   | Zaragoza Challenger 1992 Saragozza, Spagna Cemento $100 000 Singolare - Doppio   |           |           |               |                     |
| 2 marzo   | Zaragoza Challenger 1992 Saragozza, Spagna Cemento $100 000 Singolare - Doppio   |           |           |               |                     |
| 9 marzo   | Santiago Challenger 1992 Santiago, Cile Terra rossa $50 000+H Singolare - Doppio |           |           |               |                     |
| 9 marzo   | Santiago Challenger 1992 Santiago, Cile Terra rossa $50 000+H Singolare - Doppio |           |           |               |                     |
| 9 marzo   | Tunis Challenger 1992 Tunisi, Tunisia Terra rossa $50 000+H Singolare - Doppio   |           |           |               |                     |
| 9 marzo   |                                                                                  |           |           |               |                     |
| 23 marzo  | Agadir Challenger 1992 Agadir, Marocco Terra rossa $25 000 Singolare - Doppio    |           |           |               |                     |
| 23 marzo  | Agadir Challenger 1992 Agadir, Marocco Terra rossa $25 000 Singolare - Doppio    |           |           |               |                     |
| 30 marzo  | Parioli Challenger 1992 Parioli, Italia Terra rossa $100 000 Singolare - Doppio  |           |           |               |                     |
| 30 marzo  | Parioli Challenger 1992 Parioli, Italia Terra rossa $100 000 Singolare - Doppio  |           |           |               |                     |

## Aprile
| Settimana | Torneo                                                                                          | Vincitore | Finalista | Semifinalisti | Eliminati ai quarti |
| --------- | ----------------------------------------------------------------------------------------------- | --------- | --------- | ------------- | ------------------- |
| 6 aprile  | Jerusalem Challenger 1992 Gerusalemme, Israele Cemento $35 000+H Singolare - Doppio             |           |           |               |                     |
| 6 aprile  | Jerusalem Challenger 1992 Gerusalemme, Israele Cemento $35 000+H Singolare - Doppio             |           |           |               |                     |
| 13 aprile | Lisbon Challenger 1992 Lisbona, Portogallo Terra rossa $50 000                                  |           |           |               |                     |
| 13 aprile | Lisbon Challenger 1992 Lisbona, Portogallo Terra rossa $50 000                                  |           |           |               |                     |
| 13 aprile | Kakagawa Challenger 1992 Kakagawa, Giappone Cemento $25 000                                     |           |           |               |                     |
| 13 aprile |                                                                                                 |           |           |               |                     |
| 13 aprile | San Luis Potosí Challenger 1992 San Luis Potosí, Messico Terra rossa $25 000 Singolare - Doppio |           |           |               |                     |
| 13 aprile |                                                                                                 |           |           |               |                     |
| 20 aprile | Birmingham Challenger 1992 Birmingham, USA Terra verde $50 000+H Singolare - Doppio             |           |           |               |                     |
| 20 aprile | Birmingham Challenger 1992 Birmingham, USA Terra verde $50 000+H Singolare - Doppio             |           |           |               |                     |
| 20 aprile | Oporto Challenger 1992 Porto, Portogallo Terra rossa indoor $50 000 Singolare - Doppio          |           |           |               |                     |
| 20 aprile |                                                                                                 |           |           |               |                     |
| 20 aprile | Nagoya Challenger 1992 Nagoya, Giappone Cemento $25 000 Singolare - Doppio                      |           |           |               |                     |
| 20 aprile |                                                                                                 |           |           |               |                     |
| 27 aprile | Acapulco Challenger 1992 Acapulco, Messico Terra rossa $25 000 Singolare - Doppio               |           |           |               |                     |
| 27 aprile | Acapulco Challenger 1992 Acapulco, Messico Terra rossa $25 000 Singolare - Doppio               |           |           |               |                     |
| 27 aprile | Taipei Challenger 1992 Taipei, Taiwan Cemento €42 000+H Singolare - Doppio                      |           |           |               |                     |
| 27 aprile |                                                                                                 |           |           |               |                     |

## Maggio
| Settimana | Torneo                                                                                   | Vincitore | Finalista | Semifinalisti | Eliminati ai quarti |
| --------- | ---------------------------------------------------------------------------------------- | --------- | --------- | ------------- | ------------------- |
| 4 maggio  | Kuala Lumpur Challenger 1992 Kuala Lumpur, Malaysia Cemento $35 000+H Singolare - Doppio |           |           |               |                     |
| 4 maggio  | Kuala Lumpur Challenger 1992 Kuala Lumpur, Malaysia Cemento $35 000+H Singolare - Doppio |           |           |               |                     |
| 4 maggio  | BMW Ljubljana Open 1992 Lubiana, Slovenia Terra rossa $100 000+H Singolare - Doppio      |           |           |               |                     |
| 4 maggio  |                                                                                          |           |           |               |                     |
| 4 maggio  | Prague Challenger 1992 Praga, Repubblica Ceca Terra rossa $75 000 Singolare - Doppio     |           |           |               |                     |
| 4 maggio  |                                                                                          |           |           |               |                     |
| 4 maggio  | São Paulo Challenger 1992 San Paolo, Brasile Cemento $100 000 Singolare - Doppio         |           |           |               |                     |
| 4 maggio  |                                                                                          |           |           |               |                     |
| 11 maggio | Antwerp Challenger 1992 Anversa, Belgio Terra rossa $100 000+H Singolare - Doppio        |           |           |               |                     |
| 11 maggio | Antwerp Challenger 1992 Anversa, Belgio Terra rossa $100 000+H Singolare - Doppio        |           |           |               |                     |
| 11 maggio | Itu Challenger 1992 Itu, Brasile Cemento $100 000 Singolare - Doppio                     |           |           |               |                     |
| 11 maggio |                                                                                          |           |           |               |                     |
| 11 maggio | Raleigh Challenger 1992 Raleigh, USA Cemento $100 000+H                                  |           |           |               |                     |
| 11 maggio |                                                                                          |           |           |               |                     |
| 18 maggio | Beijing Challenger 1992 Pechino, Cina Cemento $100 000+H                                 |           |           |               |                     |
| 18 maggio | Beijing Challenger 1992 Pechino, Cina Cemento $100 000+H                                 |           |           |               |                     |

## Giugno
| Settimana | Torneo                                                                              | Vincitore | Finalista | Semifinalisti | Eliminati ai quarti |
| --------- | ----------------------------------------------------------------------------------- | --------- | --------- | ------------- | ------------------- |
| 1º giugno | Schickedanz Open 1992 Fürth, Germania Terra rossa €30 000+H Singolare - Doppio      |           |           |               |                     |
| 1º giugno | Schickedanz Open 1992 Fürth, Germania Terra rossa €30 000+H Singolare - Doppio      |           |           |               |                     |
| 1º giugno | Torino Challenger 1992 Torino, Italia Terra rossa $50 000 Singolare - Doppio        |           |           |               |                     |
| 1º giugno |                                                                                     |           |           |               |                     |
| 8 giugno  | Cologne Challenger 1992 Colonia, Germania Terra rossa $50 000 Singolare - Doppio    |           |           |               |                     |
| 8 giugno  | Cologne Challenger 1992 Colonia, Germania Terra rossa $50 000 Singolare - Doppio    |           |           |               |                     |
| 8 giugno  | Yvetot Challenger 1992 Yvetot, Francia Terra rossa $25 000+H Singolare - Doppio     |           |           |               |                     |
| 8 giugno  |                                                                                     |           |           |               |                     |
| 15 giugno | Halle Challenger 1992 Halle, Germania Terra rossa $50 000 Singolare - Doppio        |           |           |               |                     |
| 15 giugno | Halle Challenger 1992 Halle, Germania Terra rossa $50 000 Singolare - Doppio        |           |           |               |                     |
| 22 giugno | Salzburg Challenger 1992 Salisburgo, Austria Terra rossa $50 000 Singolare - Doppio |           |           |               |                     |
| 22 giugno | Salzburg Challenger 1992 Salisburgo, Austria Terra rossa $50 000 Singolare - Doppio |           |           |               |                     |
| 29 giugno | Oporto Challenger 2 1992 Porto, Portogallo Terra rossa $50 000 Singolare - Doppio   |           |           |               |                     |
| 29 giugno | Oporto Challenger 2 1992 Porto, Portogallo Terra rossa $50 000 Singolare - Doppio   |           |           |               |                     |
| 29 giugno | Salerno Challenger 1992 Salerno, Italia Terra rossa $50 000 Singolare - Doppio      |           |           |               |                     |
| 29 giugno |                                                                                     |           |           |               |                     |
| 29 giugno | Copa Sevilla 1992 Siviglia, Spagna Terra gialla €42 000+H Singolare - Doppio        |           |           |               |                     |
| 29 giugno |                                                                                     |           |           |               |                     |

## Luglio
| Settimana | Torneo                                                                                                 | Vincitore | Finalista | Semifinalisti | Eliminati ai quarti |
| --------- | --- | --------- | --------- | ------------- | ------------------- |
| 6 luglio  | West of England Challenger 1992 Bristol, Gran Bretagna Erba €42 000+H Singolare - Doppio               |           |           |               |                     |
| 6 luglio  | West of England Challenger 1992 Bristol, Gran Bretagna Erba €42 000+H Singolare - Doppio               |           |           |               |                     |
| 6 luglio  | Gramado Challenger 1992 Gramado, Brasile Cemento €42 000+H Singolare - Doppio                          |           |           |               |                     |
| 6 luglio  | |           |           |               |                     |
| 6 luglio  | Neu Ulm Challenger 1992 Nuova Ulma, Germania Terra rossa $75 000 Singolare - Doppio                    |           |           |               |                     |
| 6 luglio  | |           |           |               |                     |
| 13 luglio | Campos Challenger 1992 Campos, Brasile Cemento €42 000+H Singolare - Doppio                            |           |           |               |                     |
| 13 luglio | Campos Challenger 1992 Campos, Brasile Cemento €42 000+H Singolare - Doppio                            |           |           |               |                     |
| 13 luglio | Newcastle Challenger 1992 Newcastle, Gran Bretagna Erba €30 000 Singolare - Doppio                     |           |           |               |                     |
| 13 luglio | |           |           |               |                     |
| 13 luglio | Tampere Open 1992 Tampere, Finlandia Terra rossa €42 000 Singolare - Doppio                            |           |           |               |                     |
| 13 luglio | |           |           |               |                     |
| 20 luglio | Comerica Bank Challenger 1992 Aptos, Stati Uniti Cemento $75 000 Singolare - Doppio                    |           |           |               |                     |
| 20 luglio | Comerica Bank Challenger 1992 Aptos, Stati Uniti Cemento $75 000 Singolare - Doppio                    |           |           |               |                     |
| 20 luglio | BH Tennis Open International Cup 1992 Belo Horizonte, Brasile Terra rossa $35 000+H Singolare - Doppio |           |           |               |                     |
| 20 luglio | |           |           |               |                     |
| 20 luglio | Oberstaufen Cup 1992 Oberstaufen, Germania Terra rossa €30 000 Singolare - Doppio                      |           |           |               |                     |
| 20 luglio | |           |           |               |                     |
| 27 luglio | Lins Challenger 1992 Lins, Brasile Terra rossa €42 000+H Singolare - Doppio                            |           |           |               |                     |
| 27 luglio | Lins Challenger 1992 Lins, Brasile Terra rossa €42 000+H Singolare - Doppio                            |           |           |               |                     |
| 27 luglio | Poznań Challenger 1992 Poznań, Polonia Terra rossa $50 000 Singolare - Doppio                          |           |           |               |                     |
| 27 luglio | |           |           |               |                     |
| 27 luglio | Vienna Challenger 1992 Vienna, Austria Terra rossa $50 000 Singolare - Doppio                          |           |           |               |                     |
| 27 luglio | |           |           |               |                     |
| 27 luglio | Winnetka Challenger 1992 Winnetka, USA Cemento $50 000 Singolare - Doppio                              |           |           |               |                     |
| 27 luglio | |           |           |               |                     |

## Agosto
| Settimana | Torneo                                                                                        | Vincitore | Finalista | Semifinalisti | Eliminati ai quarti |
| --------- | --------------------------------------------------------------------------------------------- | --------- | --------- | ------------- | ------------------- |
| 3 agosto  | Liege Challenger 1992 Liegi, Belgio Terra rossa $100 000+H Singolare - Doppio                 |           |           |               |                     |
| 3 agosto  | Liege Challenger 1992 Liegi, Belgio Terra rossa $100 000+H Singolare - Doppio                 |           |           |               |                     |
| 3 agosto  | Pescara Challenger 1992 Pescara, Italia Terra rossa $100 000 Singolare - Doppio               |           |           |               |                     |
| 3 agosto  |                                                                                               |           |           |               |                     |
| 3 agosto  | Ribeirão Preto Challenger 1992 Ribeirão Preto, Brasile Terra rossa $50 000 Singolare - Doppio |           |           |               |                     |
| 3 agosto  |                                                                                               |           |           |               |                     |
| 9 agosto  | New Haven Challenger 1992 New Haven, USA Cemento $50 000 Singolare - Doppio                   |           |           |               |                     |
| 9 agosto  | New Haven Challenger 1992 New Haven, USA Cemento $50 000 Singolare - Doppio                   |           |           |               |                     |
| 10 agosto | Fortaleza Challenger 1992 Fortaleza, Brasile Terra rossa $50 000 Singolare - Doppio           |           |           |               |                     |
| 10 agosto | Fortaleza Challenger 1992 Fortaleza, Brasile Terra rossa $50 000 Singolare - Doppio           |           |           |               |                     |
| 10 agosto | Open Castilla y León 1992 Segovia, Spagna Cemento $125 000+H Singolare - Doppio               |           |           |               |                     |
| 10 agosto |                                                                                               |           |           |               |                     |
| 17 agosto | IPP Trophy 1992 Ginevra, Svizzera Terra rossa $35 000+H Singolare - Doppio                    |           |           |               |                     |
| 17 agosto | IPP Trophy 1992 Ginevra, Svizzera Terra rossa $35 000+H Singolare - Doppio                    |           |           |               |                     |
| 17 agosto | S Tennis Masters Challenger 1992 Graz, Austria Terra €30 000+H Singolare - Doppio             |           |           |               |                     |
| 17 agosto |                                                                                               |           |           |               |                     |
| 17 agosto | Istanbul Challenger 1992 Istanbul, Turchia Cemento $100 000+H Singolare - Doppio              |           |           |               |                     |
| 17 agosto |                                                                                               |           |           |               |                     |
| 17 agosto | São Paulo Challenger 2 1992 San Paolo, Brasile Cemento $100 000 Singolare - Doppio            |           |           |               |                     |
| 17 agosto |                                                                                               |           |           |               |                     |
| 31 agosto | Merano Challenger 1992 Merano, Italia Terra rossa €42 000+H Singolare - Doppio                |           |           |               |                     |
| 31 agosto | Merano Challenger 1992 Merano, Italia Terra rossa €42 000+H Singolare - Doppio                |           |           |               |                     |

## Settembre
| Settimana    | Torneo                                                                                  | Vincitore | Finalista | Semifinalisti | Eliminati ai quarti |
| ------------ | --------------------------------------------------------------------------------------- | --------- | --------- | ------------- | ------------------- |
| 7 settembre  | Azores Challenger 1992 Azzorre, Portogallo Cemento $50 000 Singolare - Doppio           |           |           |               |                     |
| 7 settembre  | Azores Challenger 1992 Azzorre, Portogallo Cemento $50 000 Singolare - Doppio           |           |           |               |                     |
| 7 settembre  | Guarujá Challenger 1992 Guarujá, Brasile Cemento €42 000+H Singolare - Doppio           |           |           |               |                     |
| 7 settembre  |                                                                                         |           |           |               |                     |
| 7 settembre  | Venice Challenger 1992 Venezia, Italia Terra rossa $50 000 Singolare - Doppio           |           |           |               |                     |
| 7 settembre  |                                                                                         |           |           |               |                     |
| 14 settembre | Casablanca Challenger 1992 Casablanca, Marocco Terra rossa €42 000+H Singolare - Doppio |           |           |               |                     |
| 14 settembre | Casablanca Challenger 1992 Casablanca, Marocco Terra rossa €42 000+H Singolare - Doppio |           |           |               |                     |
| 21 settembre | Bogotà Challenger 1992 Bogotà, Colombia Terra rossa €42 000+H Singolare - Doppio        |           |           |               |                     |
| 21 settembre | Bogotà Challenger 1992 Bogotà, Colombia Terra rossa €42 000+H Singolare - Doppio        |           |           |               |                     |
| 21 settembre | Bucarest Challenger 1992 Bucarest, Romania Terra rossa €42 000+H Singolare - Doppio     |           |           |               |                     |
| 21 settembre |                                                                                         |           |           |               |                     |
| 21 settembre | Fairfield Challenger 1992 Fairfield, USA Cemento €42 000+H Singolare - Doppio           |           |           |               |                     |
| 21 settembre |                                                                                         |           |           |               |                     |
| 21 settembre | Singapore Challenger 1992 Singapore, Singapore Cemento $50 000+H Singolare - Doppio     |           |           |               |                     |
| 21 settembre |                                                                                         |           |           |               |                     |
| 28 settembre | Belgrade Challenger 1992 Belgrado, Jugoslavia Cemento $50 000+H                         |           |           |               |                     |
| 28 settembre | Belgrade Challenger 1992 Belgrado, Jugoslavia Cemento $50 000+H                         |           |           |               |                     |
| 28 settembre | Cali Challenger 1992 Cali, Colombia Terra rossa €42 000+H Singolare - Doppio            |           |           |               |                     |
| 28 settembre |                                                                                         |           |           |               |                     |
| 28 settembre | Monterrey Challenger 1992 Monterrey, Messico Cemento $25 000+H Singolare - Doppio       |           |           |               |                     |
| 28 settembre |                                                                                         |           |           |               |                     |

## Ottobre
| Settimana  | Torneo                                                                                           | Vincitore | Finalista | Semifinalisti | Eliminati ai quarti |
| ---------- | ------------------------------------------------------------------------------------------------ | --------- | --------- | ------------- | ------------------- |
| 5 ottobre  | Dublin Challenger 1992 Dublino, Irlanda Sintetico indoor $50 000 Singolare - Doppio              |           |           |               |                     |
| 5 ottobre  | Dublin Challenger 1992 Dublino, Irlanda Sintetico indoor $50 000 Singolare - Doppio              |           |           |               |                     |
| 5 ottobre  | Ixtapa Challenger 1992 Ixtapa, Messico Cemento $25 000 Singolare - Doppio                        |           |           |               |                     |
| 5 ottobre  |                                                                                                  |           |           |               |                     |
| 5 ottobre  | Reggio Calabria Challenger 1992 Reggio Calabria, Italia Terra rossa $25 000 Singolare - Doppio   |           |           |               |                     |
| 5 ottobre  |                                                                                                  |           |           |               |                     |
| 12 ottobre | ATP Buenos Aires 1992 Buenos Aires, Argentina Terra rossa $25 000 Singolare - Doppio             |           |           |               |                     |
| 12 ottobre | ATP Buenos Aires 1992 Buenos Aires, Argentina Terra rossa $25 000 Singolare - Doppio             |           |           |               |                     |
| 12 ottobre | Challenger DCNS de Cherbourg 1992 Cherbourg, Francia Sintetico indoor $25 000 Singolare - Doppio |           |           |               |                     |
| 12 ottobre |                                                                                                  |           |           |               |                     |
| 12 ottobre | Ponte Vedra Challenger 1992 Ponte Vedra, USA Cemento $25 000+H Singolare - Doppio                |           |           |               |                     |
| 12 ottobre |                                                                                                  |           |           |               |                     |
| 12 ottobre | Recife Challenger 1992 Recife, Brasile Cemento $50 000 Singolare - Doppio                        |           |           |               |                     |
| 12 ottobre |                                                                                                  |           |           |               |                     |
| 19 ottobre | Caracas Challenger 1992 Caracas, Venezuela Cemento €42 000+H Singolare - Doppio                  |           |           |               |                     |
| 19 ottobre | Caracas Challenger 1992 Caracas, Venezuela Cemento €42 000+H Singolare - Doppio                  |           |           |               |                     |
| 26 ottobre | Brest Challenger 1992 Brest, Francia Cemento indoor $35 000+H Singolare - Doppio                 |           |           |               |                     |
| 26 ottobre | Brest Challenger 1992 Brest, Francia Cemento indoor $35 000+H Singolare - Doppio                 |           |           |               |                     |

## Novembre
| Settimana   | Torneo                                                                                            | Vincitore | Finalista | Semifinalisti | Eliminati ai quarti |
| ----------- | ------------------------------------------------------------------------------------------------- | --------- | --------- | ------------- | ------------------- |
| 2 novembre  | Lambertz Open by STAWAG 1992 Aquisgrana, Germania Sintetico (indoor) €42 000+H Singolare - Doppio |           |           |               |                     |
| 2 novembre  | Lambertz Open by STAWAG 1992 Aquisgrana, Germania Sintetico (indoor) €42 000+H Singolare - Doppio |           |           |               |                     |
| 2 novembre  | Helsinki Challenger 1992 Helsinki, Finlandia Sintetico indoor $25 000+H                           |           |           |               |                     |
| 2 novembre  |                                                                                                   |           |           |               |                     |
| 2 novembre  | Manila Challenger 1992 Manila, Filippine Cemento $25 000+H Singolare - Doppio                     |           |           |               |                     |
| 2 novembre  |                                                                                                   |           |           |               |                     |
| 9 novembre  | Brunei Challenger 1992 Brunei, Brunei Cemento $25 000+H Singolare - Doppio                        |           |           |               |                     |
| 9 novembre  | Brunei Challenger 1992 Brunei, Brunei Cemento $25 000+H Singolare - Doppio                        |           |           |               |                     |
| 9 novembre  | Christchurch Challenger 1992 Christchurch, Nuova Zelanda Cemento $25 000+H                        |           |           |               |                     |
| 9 novembre  |                                                                                                   |           |           |               |                     |
| 9 novembre  | Halifax Challenger 1992 Halifax, Canada Cemento $100 000 Singolare - Doppio                       |           |           |               |                     |
| 9 novembre  |                                                                                                   |           |           |               |                     |
| 9 novembre  | Munich Challenger 1992 Monaco di Baviera, Germania Sintetico ndoor $100 000 Singolare - Doppio    |           |           |               |                     |
| 9 novembre  |                                                                                                   |           |           |               |                     |
| 16 novembre | Kuala Lumpur Challenger 2 1992 Kuala Lumpur, Malaysia Cemento $35 000+H Singolare - Doppio        |           |           |               |                     |
| 16 novembre | Kuala Lumpur Challenger 2 1992 Kuala Lumpur, Malaysia Cemento $35 000+H Singolare - Doppio        |           |           |               |                     |
| 16 novembre | Sao Luis Challenger 1992 São Luís, Brasile Cemento $25 000+H Singolare - Doppio                   |           |           |               |                     |
| 16 novembre |                                                                                                   |           |           |               |                     |
| 23 novembre | Launceston Challenger 1992 Launceston, Australia Sintetico indoor $25 000+H Singolare - Doppio    |           |           |               |                     |
| 23 novembre | Launceston Challenger 1992 Launceston, Australia Sintetico indoor $25 000+H Singolare - Doppio    |           |           |               |                     |
| 23 novembre | Pembroke Pines Challenger 1992 Pembroke Pines, USA Terra verde $25 000 Singolare - Doppio         |           |           |               |                     |
| 23 novembre |                                                                                                   |           |           |               |                     |
| 30 novembre | Naples Challenger 1992 Naples, USA Terra verde $50 000+H Singolare - Doppio                       |           |           |               |                     |
| 30 novembre | Naples Challenger 1992 Naples, USA Terra verde $50 000+H Singolare - Doppio                       |           |           |               |                     |
| 30 novembre | Perth Challenger 1992 Perth, Australia Erba $25 000+H Singolare - Doppio                          |           |           |               |                     |
| 30 novembre |                                                                                                   |           |           |               |                     |

## Dicembre
| Settimana   | Torneo                                                                              | Vincitore | Finalista | Semifinalisti | Eliminati ai quarti |
| ----------- | ----------------------------------------------------------------------------------- | --------- | --------- | ------------- | ------------------- |
| 7 dicembre  | Guangzhou Challenger 1992 Canton, Cina Cemento $25 000+H Singolare - Doppio         |           |           |               |                     |
| 7 dicembre  | Guangzhou Challenger 1992 Canton, Cina Cemento $25 000+H Singolare - Doppio         |           |           |               |                     |
| 14 dicembre | Hong Kong Challenger 1992 Hong Kong, Hong Kong Cemento $25 000+H Singolare - Doppio |           |           |               |                     |
| 14 dicembre | Hong Kong Challenger 1992 Hong Kong, Hong Kong Cemento $25 000+H Singolare - Doppio |           |           |               |                     |